# Властимир Белкић
Властимир Власта Белкић (7. март 1896, Београд — 1946?, Београд) је био српски аутор стрипова и илустратор из тзв. „Златног доба српског стрипа“ (1935—1941). Један од пионира модерног српског авантуристичког и комичног стрипа.

## Пионир српског авантуристичког стрипа
Аутор је првог српског акционог стрипа „Авантуре детектива Хари Вилса” (1935), направљеног по узору на „Детектива X-9“ Александра Рејмонда и Дешајела Хемета.
Стрип је излазио у београдском Илустрованом листу Недеља од 24. фебруара до 7. априла 1935.

## Дизнијана
У следећим годинама Белкић је био најпознатији по стриповима са ликовима Волта Дизнија и другим ликовима америчке популарне културе. Први његов стрип са Мика Мишем (Микијем Маусом) почео је са излажењем 24. маја 1935. у листу Цртани филм. Звао се „Микијева женидба”, а најављен је као „роман о момачким данима славног Микија и његових колега са филма“.
Следили су стрипови у више листова (Мика Миш, Мали забавник, Весели забавник): „Мики чува децу малу са рђавом збија шалу“ (вероватно по сценарију Бранка Видића), „Мика у Београду“, „Мики и Паја путују“, „Микина војска“ и „Микина врбица“.
Поред Мике Миша и других Дизнијевих јунака, у Белкићевим стриповима се заједно појављују и Бастер Китон, Чарли Чаплин, Грета Гарбо, Станлио и Олио, Попај, Бети Буп, Паја Патак и други јунаци. Чарли Чаплин је главни јунак и посебног Белкићевог стрипа „Шарло на плажи“, а Стен Лаурел и Оливер Харди стрипа „Станио и Олио“.
Белкић се потписивао ћириличним словом Б, ћириличним иницијалима В. Б. као и американизованим латиничним потписом W. Belt.

## Окупација, ослобођење и смрт
Током немачке окупације Београда радио је у листу Ново време цртеже и стрипски каиш „Довитљивост малог Миће“.
Непосредно после ослобођења, партизанска власт је забранила Белкићу рад у новинарству. Умро је у Београду, вероватно 1946, усамљен и заборављен.

## Белкићево наслеђе данас
Од средине 1990-их Белкићев допринос се истражује и поново враћа у јавност, највише трудом истраживача Здравка Зупана и Саше Ракезића. Захваљујући томе, данас се име Властимира Власте Белкића налази у свим историјама европске „дизнијане“.